# ديكوان جونز
ديكوان جونز (بالإنجليزية: DeQuan Jones)‏ مواليد 20 يونيو 1990 في ستون ماونتن، جورجيا، هو لاعب كرة سلة محترف أمريكي بدأ مسيرته الاحترافية في سنة 2012 يلعب مع فريق شيبا جيتز في الدوري الوطني لكرة السلة ويحمل الرقم 18. يبلغ طوله 6 قدم 8 بوصة (2.0 م).

## فرق لعب لها
- أورلاندو ماجيك
- بالاكانسترو كانتو

## إحصائيات المسيرة

### الموسم الاعتيادي
| السنة   | الفريق         | لعب | بدأ | دقيقة | ميداني% | ثلاثية | حرة  | ارتداد | صنع | استلاب | تصدي | نقطة |
| ------- | -------------- | --- | --- | ----- | ------- | ------ | ---- | ------ | --- | ------ | ---- | ---- |
| 2012–13 | أورلاندو ماجيك | 63  | 17  | 12.7  | .436    | .257   | .667 | 1.7    | .3  | .3     | .3   | 3.7  |
| المسيرة |                | 63  | 17  | 12.7  | .436    | .257   | .667 | 1.7    | .3  | .3     | .3   | 3.7  |

## روابط خارجية
- ديكوان جونز على موقع إن بي أي (الإنجليزية)
- ديكوان جونز على موقع سبورتس رفرنس (الإنجليزية)
- ديكوان جونز على موقع كرة السلة الأوروبية.كوم (الإنجليزية)
- ديكوان جونز على موقع إي إس بي إن.كوم (الإنجليزية)
- ديكوان جونز على موقع كلية كرة السلة في سبورتس رفرنس.كوم (الإنجليزية)
- ديكوان جونز على موقع ريلجم (الإنجليزية)
- ديكوان جونز على موقع بروبوليرز (الإنجليزية)
- ديكوان جونز على موقع سبورتس رفرنس (الإنجليزية)
- ديكوان جونز على موقع سبورتس رفرنس (الإنجليزية)